# Paulus van Caerden

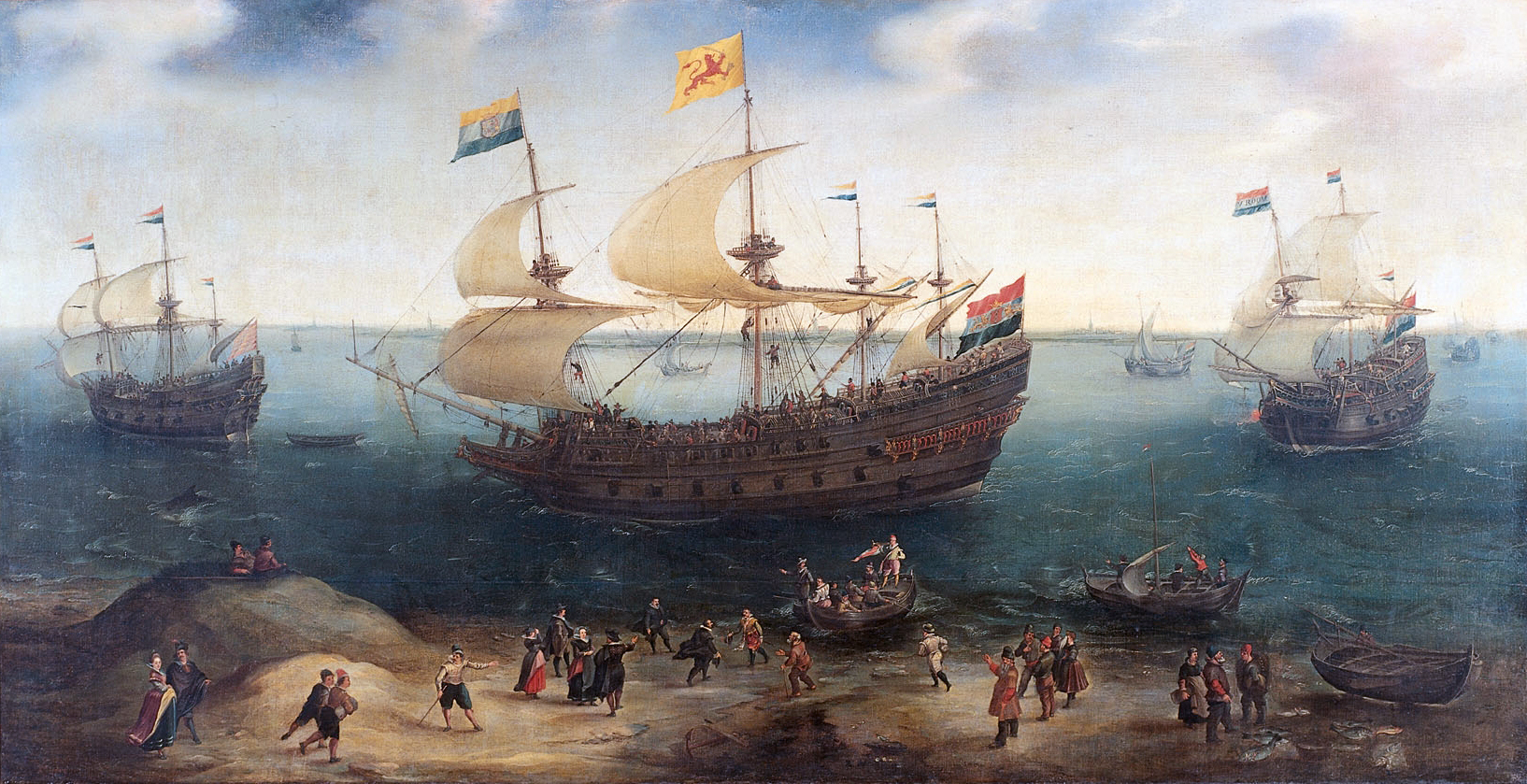
Os quatro mastros do navio Amsterdam 'De Hollandse Tuyn' e outros navios sob o comando de retorno Caerden Paulus van de Brasil, por Hendrick Vroom Cornelisz

Paulus van Caerden (ca. 1569 - Manila , outubro 1615 ou 1616) foi um holandês almirante a serviço da Companhia Holandesa das Índias Orientais . Ele também foi governador do ilhas Maluku por um mês.
Em 1595 Van Caerden serviu como aspirante na primeira expedição ao Índias Orientais , sob o comando de Cornelis de Houtman .  Quando a expedição retornou a Amsterdã, apenas 89 a 94 do original 248 tripulantes ainda estavam vivos. Oito tripulantes morreram mais uma vez em terra. A expedição não tinha sido um êxito comercial. A Compagnie van Verre dificilmente poderia cobrir os custos, mas o objetivo da expedição foi alcançado, ficou provado que era possível chegar a Ásia através do Cabo da Boa Esperança , sem ser impedido pelo Português .
Em 21 de dezembro de 1599, Pieter Both, com Van Caerden como vice-almirante, liderou uma expedição encomendada pela Compagnie Brabantsche , fundada por Isaac Le Maire , ao Índias Orientais . Em 1600 os quatro navios chegaram ao arquipélago indonésio .  Pieter Tanto navegaram para Bantam , enquanto Van Caerden tentaram em vão estabelecer relações comerciais com a Aceh , no norte de Sumatra .
Em 08 de julho de 1601 Van Caerden descobriu a Mossel Bay em África do Sul . Os mexilhões descobriu que havia uma adição bem-vinda à tripulação da dieta. O Landen Verendigde Hof van Holland e voltou para a Holanda em novembro de 1601. A partir de 1603-1605 Van Caerden fez uma viagem ao Brasil com seis navios.
Em 20 de abril de 1606 almirante Van Caerden partiu em uma expedição de Texel . Uma vez em torno do Cabo da Boa Esperança, ele atacou o Português localizada no Forte de São Sebastião, em Moçambique , com sete, oito ou onze navios. Em 29 de marco de 1607 ele ancorou no porto de Moçambique com um número de navios armados e uma força de 1.500 homens. Seu ataque foi batido fora, no entanto, e após ter sofrido 25 baixas e 70 a 80 feridos, Van Caerden propôs uma trégua. Em 7 de maio de 1607 Van Caerden enviou uma carta a Dom Estêvão em que ele ameaçou saquear toda a área, a menos que ele foi comprado de uma grande soma de dinheiro. Dom Estêvão, rejeitou a proposta, na qual os holandeses realizaram sua ameaça, a configuração da cidade em chamas e cortar todas as árvores, antes do levantamento do cerco, que durou dois meses. Van Caerden, avistou três Português naus perto da fortaleza em 04 de agosto, se recusou a agir e deixou em 26 de agosto. Depois Van Caerden visitou Goa , Calicute e da costa de Coromandel .
Dois navios dos seis navios da frota Caerden Van, a China e os Walcheren, foram perdidos na sequência de um maremoto causado por uma erupção do vulcão Tafasoho. Em 18 de Julho Van Caerden nomeado capitão Apolônio Scotte como comandante da fortaleza de Tafasoho. Van Caerden viajou para Moro, na parte norte de Halmahera em um pequeno barco, e conquistou uma ilha chamada Siauw, que era mais provável Morotai e foi defendida por dez soldados espanhóis. Quando o almirante Paulus van Caerden retornado desta empresa sem importância, seu navio foi pego por dois barcos espanhóis na Baía de Leleda. Van Caerden entregue ao navios inimigos e foi feito prisioneiro e levado para o forte de Gamalama , Ternate.
O comandante espanhol inicialmente exigiram a libertação de todos os prisioneiros espanhóis, a entrega de Fort Malajoe, 6.000 ducados de ouro e a promessa de que Van Caerden nunca mais voltaria. No final, Van Caerden tripulante e outros dez foram libertados holandesa contra um pagamento de 6.000 ducados, o que Van Caerden pessoalmente prestados. Depois de Van Caerden foi liberado pelos espanhóis, ele retomou o comando da frota, mas por causa de seu próprio descuido, ele foi capturado novamente no início de julho em seu navio a esperança Goede. Em 9 de julho o espanhol enviou Van Caerden para Manila, onde foi forçada a trabalhar como um levantador para a construção de uma fortaleza.
Um dos objetivos da visita de Joris van Spilbergen para Manilla, possivelmente em direção ao Estados Gerais , foi o lançamento do almirante Paulus van Caerden. Infelizmente van Spilbergen veio a tarde, como Van Caerden tinha morrido no ínterim.